# Stadtgespräch (1935)
Stadtgespräch ist eine US-amerikanische Kriminalkomödie aus dem Jahr 1935. Regisseur John Ford inszenierte den Film für Columbia Pictures nach der Erzählung Jail Breaker von W. R. Burnett, die im August 1932 im Magazin Collier’s veröffentlicht wurde.

## Handlung
Arthur Ferguson Jones, Angestellter der Werbeagentur Seaver and Carpenter, hat gerade eine Gehaltserhöhung bekommen, als er sich zum ersten Mal in seinem Arbeitsleben verspätet. Da Jones Reue zeigt, kann er seinen Posten behalten, während seine Kollegin Wilhelmina Clark, in die er heimlich verliebt ist, wegen ihrer Verspätung gefeuert wird. Clark wird auf ein Zeitungsbild aufmerksam, das den entflohenen Mordverdächtigen Manion zeigt. Manion und Jones sehen sich auffallend ähnlich, was auch dem unterwürfigen Hoyt klar wird. Hoyt, in Erwartung einer Belohnung, liefert Jones der Polizei aus. Seaver kann jedoch seinen Angestellten vor dem Gefängnis bewahren. Um weitere Irrtümer auszuschließen, beschafft er Jones einen speziellen Ausweis für die Polizei.
Carpenter ermutigt Jones, der sich nebenbei als Schriftsteller betätigt, seine Geschichte niederzuschreiben. Der Reporter Healy soll ihm dabei helfen und die Geschichte als Serie herausbringen. Seaver, Carpenter und Jones feiern ihren Geschäftsabschluss mit mehreren Drinks. Der angetrunkene Jones fordert Seaver auf, Clark wieder einzustellen. Als Jones nach Hause kommt, wird er von Manion erwartet. Der Verbrecher will den Spezialausweis an sich bringen, damit er bei seinen kriminellen Aktivitäten vor der Polizei geschützt ist.
Zum ersten Mal begegnen Jones die Menschen ehrerbietig. Nur Clark hat mittlerweile begonnen, sein Leben zu kontrollieren. Zudem lebt er in ständiger Angst vor Manion. Manion verlangt, dass die Serie ihn von jedem Verdacht reinwaschen soll, was die Behörden alarmiert. Jones soll in Schutzhaft genommen werden. Manion gibt sich als Jones aus und ermordet seinen Konkurrenten Martin. Seaver, Clark und auch Jones Tante Agatha fallen dem Verbrecher in die Hände, der die beiden als Geiseln hält. Manion will nun Jones töten, um seine Identität annehmen zu können.
Während Manion noch mit einer Freundin unterwegs ist, kommt Jones zum Versteck von Manions Bande, die ihn nun für ihren Boss hält. So erfährt Jones von Manions Plan. Jones, der eine frühere Gelegenheit, den Verbrecher zu töten, nicht wahrgenommen hat, bringt die Männer dazu, auf den zurückkehrenden Manion zu schießen, den sie irrtümlich für Jones halten. Danach kann Jones die Bande einsperren und die Geiseln befreien. Hoyt, der ständig Jones verfolgt, weil er immer noch glaubt, Manion vor sich zu haben, hat die Polizei alarmiert, die nun die Bande festnimmt. Jones und Clark heiraten und verbringen ihre Flitterwochen in Shanghai.

## Kritik
Das Lexikon des internationalen Films bezeichnete den Film als „bis auf das konventionelle Happy-End eine amüsante Gesellschaftssatire, die Bürgertum und Polizei auf die Schippe nimmt und deren subversiver Humor auch heute noch zu unterhalten weiß.“
Andre Sennwald von der New York Times schrieb, der Film sei scharf geschrieben, witzig gemacht und glänze mit einer famosen Doppelrolle von Edward G. Robinson.
Dave Kehr vom „Chicago Reader“ hob den Witz und die Leichtigkeit des Films hervor.

## Hintergrund
Der Film wurde am 22. Februar 1935 in den USA uraufgeführt. In Österreich wurde er 1936 unter dem Titel Die ganze Stadt spricht davon aufgeführt. In Deutschland wurde er am 10. November 1972 im Rahmen einer Fernsehpremiere erstmals gezeigt.
In einer kleinen Rolle als Bankangestellte ist Lucille Ball zu sehen. Francis Ford, Bruder des Regisseurs John Ford, spielt einen Reporter, Bess Flowers die Sekretärin Miss Gower. Walter Long, bekannt aus Langfilmen mit Laurel und Hardy, spielt einen Sträfling, Joe Sawyer ist als Nick und John Wray als Harry, beide Mitglieder in Manions Bande, zu sehen.
Edward G. Robinson wurde von Warner Bros. ausgeliehen. Für ihn, bislang als Gangster in Kriminalfilmen eingesetzt, war das Mitwirken in einer Komödie Neuland. Nach Der kleine Cäsar (1930) war es sein zweiter Film nach einer Vorlage von W. R. Burnett.
1998 entstand mit Duplicate ein Remake. Der Bollywoodfilm von Mahesh Bhatt diente als Vehikel für den indischen Filmstar Shah Rukh Khan.